# Ганховский, Элияху-Моше
Элияху-Моше Ганховский (ивр. אליהו-משה גנחובסקי‎; 23 июня 1901, Граево, Подляское воеводство — 19 июля 1971, Израиль) — израильский политический и общественный деятель, депутат кнессета 1-го и 2-го созывов от «Объединённого религиозного фронта» и от партии «Ха-поэль ха-мизрахи».

## Биография
Родился 23 июня 1901 года в Граево, Ломжинская губерния (ныне Польша), в семье Шломо Йосифа Ганховского. Учился в раввинской семинарии в Берлине, учился у влиятельных раввинов в Варшаве. В 1923 году стал одним из основателей религиозных сионистских организаций «ха-Шомер ха-дати» и «ха-Халуц ха-дати».
В 1926—1933 годах жил в Антверпене (Бельгия), работал в организации «Цеирей Мизрахи». В 1929 году стал вице-президентом сионистской федерации Бельгии.
В 1932 году репатриировался в Подмандатную Палестину вместе с семьёй. В 1933—1941 годах был членом центрального комитета движения «Мизрахи». Помогал раввину Моше Авигдору Амиэлю в создании иешивы и сети талмудического образования. Был одним из основателей религиозной сионистской газеты «Ха-Цофе».
В 1949 году был избран депутатом кнессета 1-го созыва от «Объединённого религиозного фронта», а в 1951 году переизбран депутатом кнессета 2-го созыва от партии «Ха-поэль ха-мизрахи». В разное время работал в финансовой комиссии кнессета, комиссии по услугам населению, комиссии по образованию и культуре.
В декабре 1931 года женился на Гите Нохомовской, в браке родилось два сына: журналист Дов Ганховский и раввин Авраам Ганховский. Умер 19 июля 1971 года.